# Matcha
Matcha (抹茶, pronunciado [mat.tɕa]) refere-se ao broto do chá verde em pó ou moído. A cerimônia do chá foca em preparar, servir e beber o matcha. Nos tempos modernos, o matcha também passou a ser usado para dar sabor e colorir alimentos como o mochi e sobá, sorvete de chá verde e uma variedade de wagashis (confeitos japoneses). O matcha é um chá verde em pó de alta qualidade e não é a mesma coisa que o konacha.

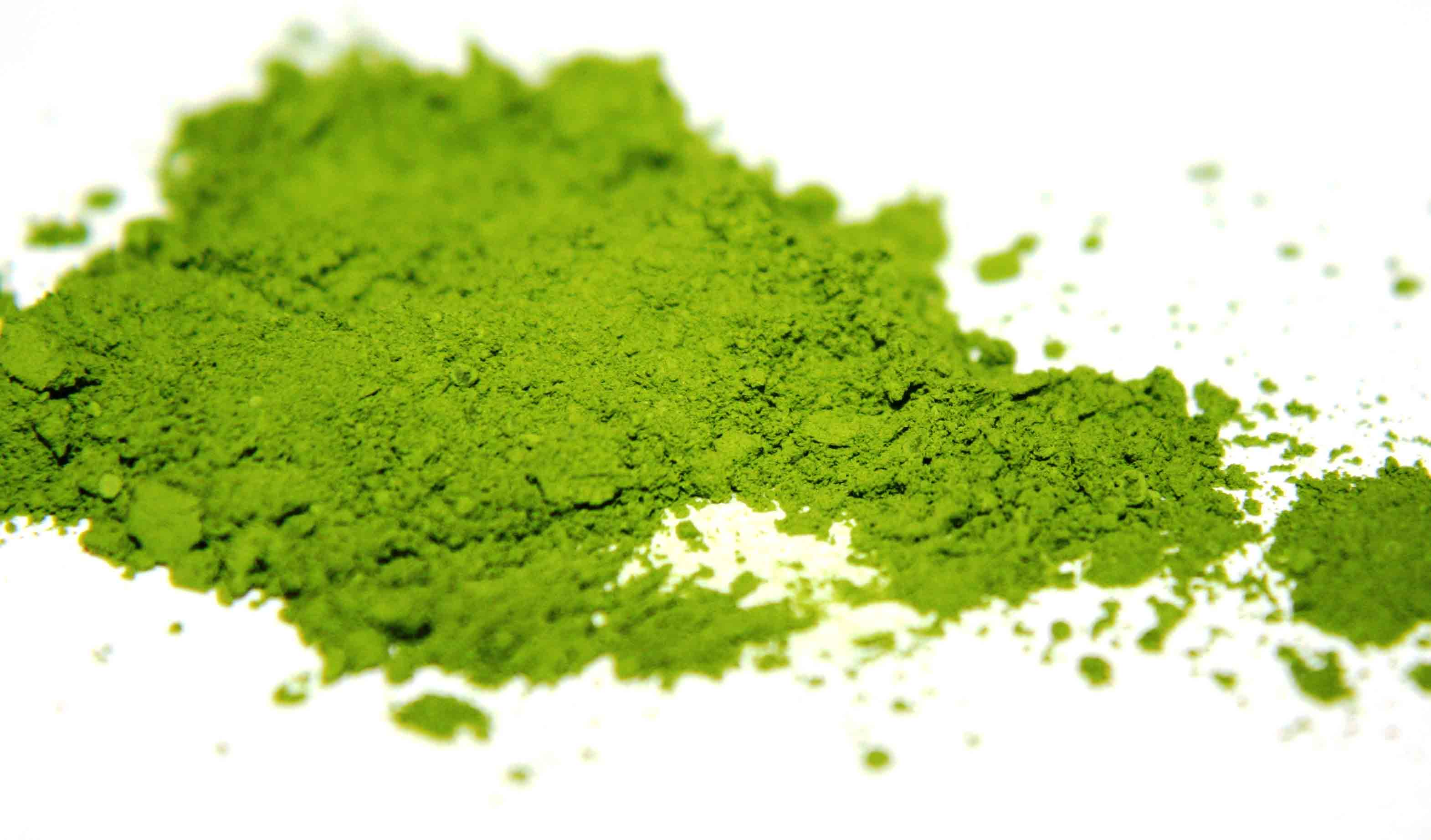
Matcha

Misturas de matcha recebem nomes poéticos chamados de chamei ("nomes de chá") ou pelo produtor, loja e criador da mistura, ou pelo mestre de uma escola da cerimônia do chá. Quando uma mistura recebe um nome pelo mestre de uma linhagem da cerimônia do chá, ele torna-se conhecido como o konomi do mestre, ou sua mistura favorita.
Assim como o chá verde e o chá preto, o chá matcha é extraído da planta de camellia sinensis. A diferença dos tipos de chás extraídos dessa mesma planta são elementos como a fermentação e maturação das folhas.

## História
Na Dinastia Tang da China (618-907 d.C.), as folhas de chá eram cozidas no vapor e moldadas em tijolos de chá para armazenamento e comércio. O chá era preparado sendo assado e pulverizado, e colocado o pó de chá resultante na água quente, adicionando sal. Na Dinastia Song (960–1279), o método de fazer chá em pó de folhas secas de chá e a preparação da bebida jogando o pó de chá e água quente juntos em uma tigela tornaram-se populares. A preparação e o consumo do chá em pó foram transformados em um ritual por budistas zen (Chan). O código monástico Chan mais antigo existente, intitulado Chanyuan Qinggui (禪苑清規, Regras de Pureza do Monastério Chan, 1103), descreve em detalhes a etiqueta para as cerimônias de chá.

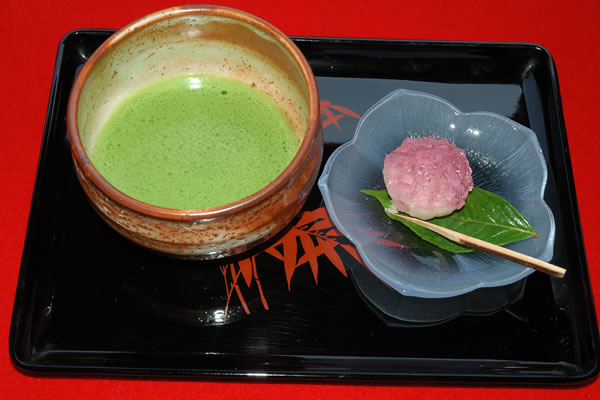
Uma tigela de matcha em um bandeja laqueada preta com um doce tradicional

O budismo zen e os métodos chineses de preparo do chá em pó foram trazidos ao Japão em 1191 pelo monge Eisai. Embora o chá em pó não tenha sido tão popular na China por algum tempo, atualmente existe uma popularização mundial do matcha, inclusve na China. No Japão, ele continuou a ser um item importante nos monastérios zen e tornou-se muito apreciado por pessoas dos altos escalões da sociedade do século XIV ao XVI.

## Produção
O matcha é feito de folhas de chá que também são usadas para fazer gyokuro. A preparação do matcha começa algumas semanas antes da colheita e pode durar até 20 dias, quando as plantas de chá são cobertas para evitar a luz solar direta. Este procedimento desacelera o crescimento, estimula um aumento nos níveis de clorofila, deixa as folhas com uma cor verde mais escura e causa a produção de aminoácidos. Apenas os melhores brotos de chá são colhidos a mão. Após serem colhidos, se as folhas são enroladas antes de secarem, o resultado será o chá gyokuro. No entanto, se as folhas são deixadas esticadas para secar, elas se deteriorarão um pouco e passam a ser conhecidas como tencha (碾茶). O tencha pode então dar origem ao pó conhecido como matcha.
Pode-se levar até uma hora para se obter 30 gramas de matcha.
Note-se que apenas o tencha em pó é considerado um matcha, sendo que outros chás verdes em pó, como o sencha, são conhecidos como konacha (粉茶, lit. "chá em pó").
O sabor do matcha é dominado por seus aminoácidos. O matcha de maior qualidade têm uma doçura mais intensa e um sabor mais profundo que os chás normais colhidos mais tarde durante o ano.

## Classes
Em geral, o matcha é caro em comparação com outras formas de chá, embora seu preço dependa de sua qualidade. As classes de matcha são definidas por muitos fatores.

### Localização na planta do chá
É muito relevante o local de onde as folhas destinadas para o tencha foram retiradas da planta de chá (Camellia sinensis).
O topo da planta costuma desenvolver folhas que são suaves e macias. Isto dá uma textura mais fina para as classes mais altas de matcha. As folhas mais desenvolvidas são mais duras, dando às classes mais baixas uma textura arenosa. O sabor melhor é um resultado do envio da planta da maioria de seus nutrientes para as folhas em crescimento.

### Tratamento antes do processamento
As folhas de tencha são tradicionalmente secas ao ar livre na sombra e nunca expostas à luz solar direta. No entanto, a secagem geralmente é transferida para um ambiente fechado. O matcha de qualidade tem uma cor verde vibrante também como resultado deste tratamento.

### Moagem de pedra
Sem o equipamento e técnica certa, o matcha pode se "queimar" e perder qualidade. Geralmente no Japão o matcha é moído na pedra até se transformar em um pó fino através do uso de moinhos de granito especialmente feitos para esse fim.

### Oxidação
A oxidação também é um fator que determina o nível do chá. O Matcha exposto ao oxigênio pode facilmente ser comprometido. O matcha oxidado possui um cheiro distinto de feno e uma coloração marrom esverdeada.

## Preparação tradicional

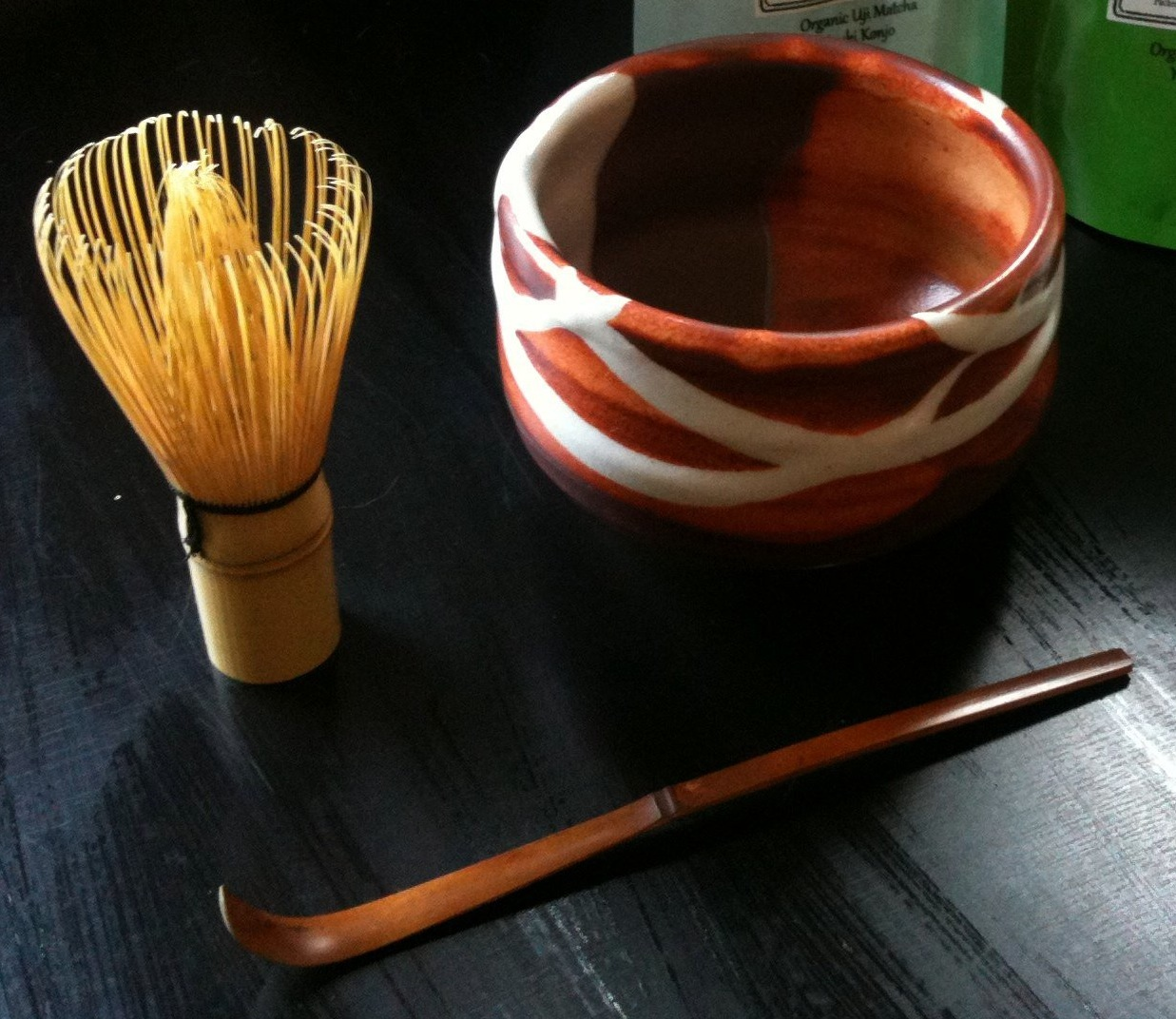
Um conjunto de três peças para se fazer o matcha, incluindo um batedor (chasen), uma tigela (chawan) e uma colher (chashaku)

Há duas formas principais de preparar o matcha: thick (濃茶, koicha) e thin (薄茶, usucha).
Antes de ser utilizado, o matcha é forçado através de uma peneira a fim de quebrar as pelotas. Há peneiras especiais disponíveis para este propósito, que são geralmente de aço inoxidável e combinam uma peneira de malha de arame fino com um recipiente de armazenamento temporário. Uma espátula especial de madeira é usada para forçar o chá através da peneira ou uma pequena pedra pode ser colocada em cima da peneira e esfregada gentilmente.
Se o matcha peneirado for servido em uma cerimônia do chá, ele será colocado em um pequeno pote conhecido como chaki. Caso contrário, ele pode ser jogado diretamente da peneira para um chawan.
Uma pequena quantidade de matcha é colocada na tigela, tradicionalmente usando uma colher de bambu chamada chashaku, em seguida é adicionado um pouco de água quente (não fervendo, a 70-85 °C). A mistura tem uma consistência uniforme, usando um batedor de bambu conhecido como chasen. Não deve haver caroços no líquido nem chá em pó nos lados da tigela. Como o matcha pode ser amargo, ele é tradicionalmente servido com um pequeno doce wagashi (que é consumido antes de beber) e sem adicionar leite ou açúcar. Considera-se que 40 g de matcha fornece 20 copos de usucha ou 10 copos de koicha:
O usucha, ou chá fino, é preparado com aproximadamente 1,75 gramas (1,5 colher chashaku ou meia colher de chá) de matcha e aproximadamente 75 ml de água quente por porção, que pode ser misturado para produzir espuma ou não, de acordo com a preferência de cada um (ou as tradições da escola de chá). O usucha é um chá mais suave e levemente mais amargo.
O koicha, ou chá espesso, exige muito mais matcha (geralmente por volta do dobro de pó e metade da água): aproximadamente 3,75 gramas (chegando a 3 colheres chashaku ou cerca de uma colher de chá) de matcha e aproximadamente 40 ml de água quente por porção, ou de seis colheres de chá a ¾ de copo de água. Como a mistura resultante é significantemente mais espessa (como se fosse mel líquido), misturá-lo exige um movimento mais lento que não produza espuma. O koicha é normalmente feito com um matcha mais caro de árvores de chá mais antigas (com mais de 30 anos) e, portanto, oferece um chá mais suave e mais doce que o usucha; ele é servido quase exclusivamente em cerimônias de chá japonesas.